# Fractured Life
 Fractured Life is het debuutalbum van de Britse groep Air Traffic. 

## Hitnoteringen
| Hitlijst        | Positie |
| --------------- | ------- |
| Ultratop        | 27      |
| UK Albums Chart | 42      |
| MegaCharts      | 71      |

## Tracklist
1. "Just Abuse Me" - 2:33
2. "Charlotte" - 2:24
3. "Shooting Star" - 4:08
4. "No More Running Away" - 4:23
5. "Empty Space" - 3:37
6. "Time Goes By" - 4:06
7. "I Like That" - 2:26
8. "Never Even Told Me Her Name" - 2:45
9. "Get In Line" - 2:07
10. "I Can't Understand" - 4:25
11. "Your Fractured Life" - 22:55

inclusief verborgen track "Pee Wee Martini"